# تاكاماسا آبيكو
تاكاماسا آبيكو (باليابانية: 安彦 考真) (مواليد 1 فبراير 1978) هو لاعب كرة قدم ياباني.

## وصلات خارجية
- تاكاماسا آبيكو على موقع رابطة كرة القدم اليابانية للمحترفين (اليابانية)
- تاكاماسا آبيكو على موقع قاعدة بيانات كرة القدم.إي يو (الإنجليزية)
- تاكاماسا آبيكو على موقع Soccerway.com (الإنجليزية)
- تاكاماسا آبيكو على موقع عالم كرة القدم.نت (الإنجليزية)